# Ulises Solís
Jose Ulises Solís (ur. 28 sierpnia 1981 w Guadalajarze) – meksykański bokser, były mistrz świata organizacji IBF w kategorii junior muszej (do 108 funtów).
Solís rozpoczął karierę w kwietniu 2000. We wrześniu 2003 pokonał przyszłego mistrza świata WBC, Edgara Sosę.
W lipcu 2004 dostał szansę zdobycia pasa mistrzowskiego organizacji WBO, ale nie wykorzystał jej, przegrywając z Nelsonem Dieppą (była to jego pierwsza porażka w karierze).
Półtora roku później, w styczniu 2006, po raz drugi wystąpił w pojedynku o tytuł mistrza świata, tym razem organizacji IBF. Tej okazji już nie zmarnował i po wygraniu na punkty z Willem Grigsby został mistrzem.
W tym samym roku jeszcze dwukrotnie skutecznie bronił swojego mistrzowskiego pasa – z byłym mistrzem organizacji WBC Erikiem Ortizem oraz, po zaciętym pojedynku zakończonym remisem, z Omarem Salado.
25 stycznia 2007 doszło do walki rewanżowej z Grigsbym, w której ponownie wygrał Solís. Cztery miesiące później Meksykanin po raz czwarty obronił swój tytuł. Pretendentem był były mistrz świata WBC w kategorii słomkowej, Jose Antonio Aguirre. Solís wygrał ten pojedynek przez techniczny nokaut w dziewiątej rundzie. 4 sierpnia 2007, pokonał przez techniczny nokaut w ósmej rundzie Rodela Mayola. W ostatniej walce w 2007, Solís wygrał przez techniczny nokaut w dziewiątej rundzie z Bertem Batawangiem.
12 lipca 2008 pokonał na punkty Filipińczyka Glenna Donaire. Niecałe cztery miesiące później pokonał, również na punkty, Nerysa Espinozę.
Tytuł mistrza świata stracił 19 kwietnia 2009 roku przegrywając przez techniczny nokaut w jedenastej rundzie z Brianem Vilorią. Meksykanin doznał rozcięć skóry nad oboma oczami, sędzia odebrał mu też po punkcie w rundach trzeciej i piątej za uderzenia poniżej pasa.
Na ring powrócił we wrześniu 2009 roku, pokonując mało znanego boksera Dirceu Cabarcę. 27 marca 2010 roku pokonał w walce eliminacyjnej IBF Berta Batawanga, który nie wyszedł do walki po przerwie między piątą i szóstą rundą.